# Ludwig Hillmann
Carl Heinrich Ludwig Hillmann (* 8. Juni 1892 in Bremen; † 21. April 1977) war ein deutscher Jurist und Politiker (BDV). Von 1945 bis 1946 war er halbamtlicher Senator für das Bauwesen der Freien und Hansestadt Bremen.

## Leben
Hillmann absolvierte ein Studium der Rechtswissenschaft und wurde 1919 in Leipzig zum Dr. jur. promoviert. Bereits vor 1933 war er als Handelsrichter und Beisitzer beim Landesarbeitsgericht in Bremen tätig. Nach der Machtübernahme der NSDAP arbeitete er als Kaufmann in der Holzwirtschaft. Vom 13. Juni 1945 bis zum 30. März 1946 war er halbamtlicher Senator für das Bauwesen in den Senaten Vagts und Kaisen I. Er war Mitglied der Bremer Demokratischen Volkspartei (BDV).